# Aeroportul Simikot
Aeroportul Simikot (IATA: IMK, ICAO: VNST) este un aeroport din Nepal ce deservește zona Simikot⁠(d). Aeroportul a fost tranzitat în 2019 de 138.104 pasageri. A fost numit după zona deservită.
Situat la o altitudine de 2.818 m, aeroportul dispune de o singură pistă.